# Các viện Hàn lâm Hoàng gia Thụy Điển
Các viện Hàn lâm Hoàng gia Thụy Điển là các tổ chức độc lập, được thành lập theo lệnh Hoàng gia, mà hoạt động để cổ võ cho nghệ thuật, văn hóa và khoa học ở Thụy Điển. Viện Hàn lâm Thụy Điển và Viện Hàn lâm Khoa học Hoàng gia Thụy Điển cũng chịu trách nhiệm cho việc lựa chọn người đoạt giải Nobel Văn học, Vật lý, Hóa học, và về Khoa học Kinh tế. Trong các viện Hàn lâm Hoàng gia cũng bao gồm là 3 hội khoa học đã được cấp hiến chương Hoàng gia trong thế kỷ 18.